# Thomas-Morse S.4
Le Thomas-Morse S.4 est un avion militaire de la Première Guerre mondiale utilisé pour l'entrainement aux États-Unis à partir de 1917.

## Survivants
Le Thomas-Morse S.4 numéro 191 a été donné en 2010 par le docteur William N. Thibault, de San Diego, à l'Ithaca Aviation Heritage Foundation, et restauré par une équipe de bénévoles. C'est un assemblage de pièces de plusieurs avions différents dont une aile supérieure de S-4C et le fuselage d'un S-4B construit à Ithaca. L'aile inférieure a été construite pour lui. Muni d'un moteur rotatif Le Rhône de 80 ch, cet avion a fait le 29 septembre 2018 son premier vol après restauration, piloté par Ken Cassens, depuis l'aéroport d'Ithaca, près de la prestigieuse université Cornell, dans l'état de New York.